# Här kommer Pippi Långstrump (datorspel)
Här kommer Pippi Långstrump är ett svenskt datorspel från 2001. Spelet gavs ut av bland annat Pan Vision och utvecklades av Elva Femtiofem Media.

## Innehåll
Spelaren styr Pippi runt i Villa Villekulla där man kan hitta tio olika minispel.

## Rollista
- Chanette Rindahl – Pippi
- Mia Norgren – Annika
- Erik Lundqvist – Tommy[5]

## Mottagande
Spelet fick ett gott mottagande av kritiker. Kritikerna beskrev spelet som enkelt, underhållande och med fina illustrationer av Ingrid Vang Nyman.
Torgny Karin på Göteborgs-Posten gav spelet 4 av 5 i betyg och beskrev det som lagom svårt med bra grafik men att ljudet hade kunnat vara bättre men bättre än föregångaren från 1995. Thomas Arnroth på TT Spektra beskrev spelet som simpelt men smart med fina illustrationer och "rätt bagatellartad underhållning för de minsta". Lennart Nilsson på Expressen gav spelet 4 av 5 i betyg och beskrev minispelen som varierande och roliga. Bengt Arvidson på Sydsvenskan beskrev spelet som "välgjort, enkelt att begripa och som sagt helt i Pippis anda. Det känns tryggt, snyggt och klassiskt."